# 杉本キクイ
杉本 キクイ（すぎもと キクイ、1898年〈明治31年〉3月5日 - 1983年〈昭和58年〉3月30日）は、日本の瞽女。晩年は「高田瞽女最後の親方」と呼ばれた。8歳で巡業に出て以降、1973年（昭和48年）に廃業するまで、主に新潟県の頸城三郡と長野県の上田地方を巡った。名前はキクエ、キクヱともされる。

## 生涯

### 戦前
1898年（明治31年）3月5日、新潟県中頸城郡諏訪村東中島（現在の上越市東中島）に青木久治・ウミの長女として生まれた。6歳の時にはしかを患い、医師の誤診のため失明した。
1904年（明治37年）3月9日、7歳のキクイは杉本マセに正式に弟子入りし、瞽女となった。1か月後の4月2日には西頸城への旅に連れていかれた。
1919年（大正8年）3月13日、姉弟子で2代目親方の杉本カツが巡業先の中頸城郡矢代村岡沢（現・上越市中郷区岡沢）の瞽女宿で突然亡くなった。この時、マセも巡業に出れなくなっており、1932年（昭和7年）2月21日に亡くなった。同年3月17日にキクイが22歳の若さで杉本家の家督を継ぐこととなった。
またこの間、のちにキクイの養子となり杉本家最後の瞽女となる五十嵐シズが1922年（大正11年）3月24日に7歳で弟子入りをし、手引きとして難波コトミが1929年（昭和4年）12月に16歳で杉本家に迎え入れられている。

### 戦後
戦争の混乱や戦後の農地解放により瞽女宿を提供していた地主階級が没落し、戦後には高田瞽女も杉本家1軒になってしまった。さらに戦前から始まったラジオ・戦後から始まったテレビの普及に伴い、瞽女たちの活躍の場が無くなり、廃業に追い込まれる者も少なくなかった。キクイとシズ・コトミも1964年（昭和39年）10月の秋旅をもって巡業稼業を停止した。
以後幾度か東京での瞽女唄公演に招かれている。1965年（昭和40年）10月には、日本青年館において開催された文部省主催の第20回全国民俗芸能大会へ新潟県代表で出演した。1967年（昭和47年）2月、黛節子の招きを受け、赤坂ホールで共演をする。1969年（昭和44年）8月には国立劇場で演唱会を行った。
1970年（昭和45年）4月17日、記録作成等の措置を講ずべき無形文化財・「瞽女唄」の保持者に認定された。その後、1973年（昭和48年）11月7日には瞽女として初めて黄綬褒章を授与された。ちなみに、この時キクイに褒章を授与したのが同郷でもある当時の田中角栄内閣総理大臣であった。この時キクイは次のようにコメントしている。
また同年『越後の瞽女歌』（CBSソニー）、1975年（昭和50年）『越後瞽女のうた』（日本コロムビア）のレコードを発売した。一方で、1973年、新橋演舞場、岩波ホールそれぞれで演唱会を行うなど、精力的に活動した。積極的にテレビにも進出し、同年NETテレビの「題名のない音楽会」でオーケストラと初共演したり、1975年7月日本テレビの「11PM」で四国金比羅さま詣での様子が放映されたりした。
さらに同年から1979年（昭和54年）にかけて、上越市では、キクイの伝承する瞽女唄を保存するための数々の収録が行われた。そのうち1979年5月、上越文化会館で収録が行われた折、キクイはこう語っている。
1983年（昭和58年）3月30日8時25分、キクイは入院先の県立中央病院で脳梗塞のため死去した。85歳没。当日18時から蓮受寺で執り行われた通夜には、町内会や知人などの生花の名前に混じり、斎藤真一、篠田正浩・岩下志麻夫妻、有馬稲子と著名人も見られ、故人を慕う人の数の多さと広さを物語っていた。
のちに残されたシズとコトミは、1984年（昭和59年）4月21日、慣れ親しんだ高田を離れ、新潟県北蒲原郡黒川村（現在の胎内市）の養護盲老人ホーム「胎内やすらぎの家」に入所した。また、1980年代には、当時生存していた新潟の瞽女のほぼ全員が胎内やすらぎの家で暮らすようになっており、その中には長岡市の瞽女組織に属した小林ハルも含まれていた。それまで高田と長岡の組織に属する瞽女が交流を持ったことはなく、シズ・コトミとハルが出会い同じ施設で暮らすようになったことは「歴史的な光景」であった。

## 作品

### 著書
- 1975年『瞽女の語る昔話 杉本キクヱ媼昔話集』（三弥井書店、口述）
- 1977年『わたしは瞽女 杉本キクエ口伝』（音楽之友社、口述）後、1999年3月、同じ音楽之友社より新装版

### 音楽
- 越後の瞽女唄（1973年/CBSソニー）
- 越後瞽女のうた（1975年/コロムビア）
- 瞽女（1975年/CBSソニー）
- 杉本キクエ 越後瞽女の唄（1977年/クラウン）
- 越後高田瞽女唄（1978年/キング）